# Naval, Biliran
Naval là một đô thị cấp bốn ở tỉnh Biliran, Philippines. Đây là thủ phủ của Biliran. Theo điều tra dân số năm 2000, đô thị này có dân số 37.974 người trong 7.990 hộ.

### Barangays
Về mặt hành chính, Naval được chia thành 26 khu phố (barangay).
| - Agpangi - Anislagan - Atipolo - Calumpang - Capiñahan - Caraycaray - Catmon - Haguikhikan - Padre Inocentes Garcia (Pob.) - Libertad - Lico - Lucsoon - Mabini | - San Pablo - Santo Niño - Santissimo Rosario Pob. (Santo Rosa) - Talustusan - Villa Caneja - Villa Consuelo - Borac - Cabungaan - Imelda - Larrazabal - Libtong - Padre Sergio Eamiguel - Sabang |